# Oepyme
L’Observatoire de l’Entrepreneuriat et des PME des Canaries (OEPYME) est une unité de recherche composée de chercheurs de l’Université de Las Palmas de Gran Canaria (ULPGC) et de l’Université de La Laguna (ULL). Son objectif principal est d’analyser, diffuser et promouvoir l’activité entrepreneuriale ainsi que le développement des petites et moyennes entreprises (PME) dans la Communauté autonome des Canaries.

## Histoire et financement
L’OEPYME a été créé en octobre 2022 par une convention entre les deux universités publiques des Canaries — l’ULPGC et l’ULL — et le Gouvernement des Canaries, via la Consejería de Economía, Conocimiento y Empleo. 
Le financement provient du Servicio Canario de Empleo (SCE), avec pour objectif de faciliter le transfert de connaissances des universités vers la société, ainsi que d’appuyer la prise de décisions d’affaires et la conception de politiques publiques liées à l’entrepreneuriat.

## Fonctions
L’observatoire agit comme un nœud régional de recherche et de transfert de connaissances pour les projets Global Entrepreneurship Monitor (GEM), Global University Entrepreneurial Spirit Students’ Survey (GUESSS) et FAEDPYME. Ses principales fonctions incluent la rédaction de rapports, la réalisation d’enquêtes, le développement d’études appliquées, le conseil institutionnel et la participation à des réseaux internationaux spécialisés.

## Projets liés

### GEM Canaries
GEM Canaries représente l’archipel au sein du projet international Global Entrepreneurship Monitor (GEM), considéré comme la plus grande étude mondiale sur l’activité entrepreneuriale. L’OEPYME coordonne la collecte, l’analyse et la diffusion des données sur l’écosystème entrepreneurial des Canaries dans le cadre du rapport GEM Espagne.

### GUESSS Canaries
Le projet GUESSS (Global University Entrepreneurial Spirit Students’ Survey) analyse l’intention entrepreneuriale chez les étudiants universitaires à l’échelle internationale. L’OEPYME en assure la mise en œuvre à l’ULPGC et à l’ULL.

### FAEDPYME Canaries
L’OEPYME fait aussi partie du réseau ibéro-américain FAEDPYME, spécialisé dans l’analyse stratégique des PME. Depuis les Canaries, il contribue à la collecte des données et aux analyses comparées entre les régions d’Espagne et d’Amérique latine.

## Production scientifique et diffusion
Les résultats de l’observatoire sont disponibles via le portail institutionnel de l’Institut Universitaire de Tourisme et Développement Économique Durable (TIDES) et dans le dépôt accedaCRIS de l’ULPGC. Le personnel de recherche dispose de profils académiques sur des plateformes telles que Google Scholar, ORCID, ResearchGate et Dialnet,.

## Reconnaissance et collaborations
L’observatoire collabore avec des organismes publics, des chambres de commerce, des associations d’entreprises et des médias. Ses rapports ont servi de base pour des politiques publiques de soutien à l’entrepreneuriat dans les Canaries.

## Équipe de recherche
L’équipe de l’OEPYME est composée de chercheurs dans le domaine de l’Organisation et Direction d’Entreprises de l’ULPGC et de l’ULL. À l’ULPGC, elle fait partie du groupe Emprendimiento, Empresa Digital e Innovación (EEdI), rattaché à l’Institut TIDES. À l’ULL, les chercheurs appartiennent au groupe Empresa y Sociedad (ES) de l’Institut Universitaire de l’Entreprise (IUE).